# Дохова
Дохова (пол. Dochowa) — село в Польщі, у гміні Вонсош Ґуровського повіту Нижньосілезького воєводства.
Населення — 128 осіб (2011).

## Демографія
Демографічна структура станом на 31 березня 2011 року:
|          | Загалом | Допрацездатний вік | Працездатний вік | Постпрацездатний вік |
| -------- | ------- | ------------------ | ---------------- | -------------------- |
| Чоловіки | 66      | 8                  | 48               | 10                   |
| Жінки    | 62      | 15                 | 30               | 17                   |
| Разом    | 128     | 23                 | 78               | 27                   |